# Alfred Schmitt (Sprachwissenschaftler)
Alfred Schmitt (* 1. April 1888 in Rixdorf, Kreis Teltow; † 1. Januar 1976 in München) war ein deutscher Sprachwissenschaftler, Phonetiker und Schriftforscher.

## Leben
Alfred Schmitt, Sohn eines Geistlichen der Herrnhuter Brüderkirche und aufgewachsen in deren Umfeld, besuchte das private Gymnasium der Brüdergemeine in Niesky in der Oberlausitz und legte seine Reifeprüfung (1907) am Gymnasium zu Liegnitz ab. Geprägt durch sein kirchliches Umfeld, studierte er sodann am Theologischen Seminar der Brüderkirche in Gnadenfeld in Oberschlesien Theologie, schloss dieses Studium im Sommer 1910 ab und trat danach die Stelle eines „wissenschaftlichen Hilfslehrers“ an seinem vormaligen Nieskyer Gymnasium an.
Statt, wie von ihm erwartet, anschließend in den Kirchendienst einzutreten, begann er, nach Kriegsdienst und französischer Gefangenschaft, im Jahre 1919 ein neues Studium und studierte, sich seinen Lebensunterhalt als Hauslehrer auf einem Rittergut verdienend, nebenbei klassische Philologie (bei Johannes Geffcken und Rudolf Helm), Romanistik (bei  Rudolf Zenker) und Germanistik (bei Hermann Teuchert) an der Universität Rostock. Sehr bald aber verlagerten sich seine Interessen auf die (dort bis 1921 durch Gustav Herbig und danach durch Hermann Güntert vertretene) vergleichende Sprachwissenschaft, und bereits 1922 wurde er darin bei Güntert promoviert. Nach einer zwischenzeitlichen Tätigkeit als Rittergutsverwalter arbeitete er ab 1927, ebenfalls an der Universität Rostock, als Lektor für Latein und Griechisch. Gleichzeitig aber habilitierte er sich, drei Jahre später, bei Leo Weisgerber, dem Nachfolger von Hermann Güntert, für das Fach vergleichende Sprachwissenschaft. 
1935 wurde Schmitt als planmäßiger außerordentlicher Professor für vergleichende Sprachwissenschaft nach Erlangen und im Winter 1941 als ordentlicher Professor für vergleichende Sprachwissenschaft an die Universität Münster berufen, konnte aber, eingezogen zu Kriegsdienst sowie, nach Entlassung daraus, zum Volkssturm und, als Siebenundfünfzigjähriger, noch in amerikanische Kriegsgefangenschaft geraten, seine Tätigkeit dort erst zum Sommersemester 1946 aufnehmen. In Münster wirkte er bis zu seiner Emeritierung im Frühjahr 1956. Die Zeit nach seiner Emeritierung verbrachte er in München.  
Zu Schmitts Schülern zählen Alfred Heubeck, Peter Hartmann, Heinz Wissemann und Roland Harweg.

## Schaffen
Die Schaffensschwerpunkte Schmitts liegen auf den Gebieten der Phonetik, der Schriftgeschichte und der allgemeinen Sprachwissenschaft. Der Phonetik und im Besonderen der Akzentlehre sind seine ersten beiden Bücher, die Dissertation und die Habilitationsschrift, gewidmet. Der Kerngedanke seiner Akzentlehre ist darin die Unterscheidung zwischen einem stark und einem schwach zentralisierenden Akzent, eine Unterscheidung, die er auch einer Korrektur der traditionellen Auffassung vom sogenannten musikalischen Akzent in Sprachen wie der lateinischen und der griechischen dienstbar gemacht hat.
Die eigentlichen Meilensteine in Schmitts Schaffen aber sind seine beiden monumentalen Werke über zwei moderne Schrifterfindungen zu Beginn des 20. Jahrhunderts, das (unter Mitarbeit von John Hinz geschriebene) über eine Schrifterfindung der Eskimos auf Alaska und das – von Claus Haebler geradezu als die Grundlegung einer Bamum-Philologie gepriesene – über die Erfindung der Bamum-Schrift in Kamerun. Die Summe seiner schriftgeschichtlichen Forschungen hat Schmitt in seinem – erst postum erschienenen – Alterswerk Entstehung und Entwicklung von Schriften gezogen.
Von Schmitts Beiträgen zur allgemeinen Sprachwissenschaft ist vor allem sein Buch über den Spracherwerb der taubstumm-blinden amerikanischen Schriftstellerin Helen Keller zu erwähnen.

## Buchveröffentlichungen
- Untersuchungen zur allgemeinen Akzentlehre mit einer Anwendung auf den Akzent des Griechischen und Lateinischen. Heidelberg 1924. (Dissertation)
- Akzent und Diphthongierung. Heidelberg 1931. (Habilitationsschrift)
- zusammen mit Hermann Teuchert: Deutsche Mundarten. Mecklenburgisch II und Pommersch. Bearbeitet von H. T. und A. S. Berlin 1933.
- Probe eines Wörterbuches der sprachwissenschaftlichen Terminologie, den Sprachwissenschaftlern zur Begutachtung unterbreitet von A. S. Mit einem Vorwort von Leo Weisgerber. Berlin, Leipzig 1933.
- Die Erfindung der Schrift. Rede gehalten vor der Universität Erlangen am 19. Juni 1938. Erlangen 1938.
- Untersuchungen zur Geschichte der Schrift. Eine Schriftentwicklung um 1900 in Alaska. Unter Mitarbeit von Rev. John Hinz. Band I: Text. Band II: Abbildungen nebst einer Einlage: Tabellen zur alaskischen Schriftentwicklung. Leipzig 1940. [Von dieser 1. Auflage des Buches sind die meisten Exemplare 1942 bei einem Bombenangriff im Verlagshaus des Leipziger Verlags Harrassowitz verbrannt. Ein revidierter Nachdruck dieser Ausgabe ist, besorgt von Claus Haebler, 1981 im selben Verlag in Wiesbaden erschienen. ISBN 3-447-02162-4]
- Die Alaska-Schrift und ihre schriftgeschichtliche Bedeutung. Marburg 1951.
- Der Buchstabe H im Griechischen. Münster/Westf. 1952.
- Musikalischer Akzent und antike Metrik. Zwei Vorträge. Münster/Westf. 1953, 2. Auflage Münster/Westf. 1975. ISBN 3-402-05389-6
- Helen Keller und die Sprache. Münster, Köln 1954.
- Die Bamum-Schrift. Band I: Text. Band II: Tabellen. Band III: Urkunden. Wiesbaden 1963.
- Entstehung und Entwicklung von Schriften. Nach dem Tode des Verfassers zum Druck besorgt und mit einer Würdigung sowie einem Schriftenverzeichnis des Verfassers herausgegeben von Claus Haebler. Köln, Wien 1980. ISBN 3-412-06476-9
- Zur Phonetik, Schriftgeschichte und allgemeinen Sprachwissenschaft. Kleine Schriften. Hrsg. von Claus Haebler. Wiesbaden 1984. ISBN 3-447-02317-1

## Einzelnachweis
1. ↑  Claus Haebler: Alfred Schmitt (1888–1976). In: Alfred Schmitt: Entstehung und Entwicklung von Schriften. Nach dem Tode des Verfassers zum Druck besorgt und mit einer Würdigung sowie einem Schriftenverzeichnis des Verfassers herausgegeben von Claus Haebler. Köln, Wien 1980. ISBN 3-412-06476-9, S. XXXII.

| Personendaten    | Personendaten                                                   |
| ---------------- | --------------------------------------------------------------- |
| NAME             | Schmitt, Alfred                                                 |
| KURZBESCHREIBUNG | deutscher Sprachwissenschaftler, Phonetiker und Schriftforscher |
| GEBURTSDATUM     | 1. April 1888                                                   |
| GEBURTSORT       | Rixdorf, Kreis Teltow                                           |
| STERBEDATUM      | 1. Januar 1976                                                  |
| STERBEORT        | München                                                         |